# Dœuil-sur-le-Mignon

Dœuil-sur-le-Mignon este o comună în departamentul Charente-Maritime, Franța. În 1 ianuarie 2022 avea o populație de 373 de locuitori.